# Husarenbrunnen (Erlenbach)
Koordinaten: 49° 18′ 45,3″ N, 7° 50′ 41,3″ O
Der Husarenbrunnen im Pfälzerwald (Region Pfalz, Land Rheinland-Pfalz) ist der gefasste Ursprung des Erlenbachs. Dieser ist das stärkste Quellgewässer des Speyerbachs, der selbst ein linker Nebenfluss des Rheins und das größte Oberflächengewässer der Vorderpfalz ist. Der Erlenbach gilt hydrologisch als Hauptquellbach des Speyerbachs und trägt auch die gleiche Gewässerkennzahl.
Vom Husarenbrunnen bis zur Mündung in den Rhein in Speyer ist der Gewässerstrang aus Erlenbach und Speyerbach 59,5 km lang, sein gesamtes Einzugsgebiet ist knapp 596 km² groß.

## Geographie

### Lage
Der Husarenbrunnen liegt im mittleren Pfälzerwald und dort im zentralen Gebirgsteil Frankenweide östlich der Pfälzischen Hauptwasserscheide im Erlental nordwestlich des 608,3 m hohen Eschkopf-Massivs auf 464 m Höhe. Das Terrain gehört zur Waldgemarkung von Hofstätten im Landkreis Südwestpfalz.

### Erreichbarkeit
300 m hangaufwärts führt oberhalb des Brunnens von West nach Ost die Bundesstraße 48 vorbei, die den Weiler Johanniskreuz im Nordwesten mit dem Tal der Queich im Südosten verbindet.
Der Brunnen selbst ist nur über Fußpfade erreichbar. Einer begleitet den Erlenbach 2 km weit talwärts und überquert dabei die Grenze zum Landkreis Bad Dürkheim. Im Weiler Erlenbach beginnt die Kreisstraße 40, die nach 3 km bei Speyerbrunn in die Landesstraße 499 mündet.